# 埃萨·凯斯基宁
埃萨·凯斯基宁（芬蘭語：Esa Keskinen，1965年2月3日—），芬兰男子冰球运动员。他曾代表芬兰参加1988年和1994年冬季奥林匹克运动会冰球比赛，获得一枚银牌和一枚铜牌。